# 캐틀린 애덤스
캐틀린 애덤스(Catlin Adams, 1950년 10월 11일 ~ )는 미국의 배우, 영화 감독, 텔레비전 배우, 영화배우이다.
로스앤젤레스에서 태어났다.

## 영화
- 언더월드 4 : 어웨이크닝 (2012년) - 올리비아 역
- 스틱키 핑거스 (1988년)
- 재즈 싱어 (1980년)
- 바보 네이빈 (1979년)
- 코작 (1973년)
- 업 인 더 셀러 (1970년)
- 제12순찰대 (1968년)